# Liptai Claudia
Liptai Claudia, születési nevén: Lipták Klaudia Katalin (Budapest, 1973. július 15. –) magyar színésznő, műsorvezető, cukrász és szinkronszínész, Thalía Sodi gyakori szinkronhangja.

## Életpályája
1988-ban tehetsége ellenére, rossz magaviselete és számos igazolatlan órája miatt eltanácsolták a Kaffka Margit Gimnázium képzőművészeti szakáról. 1989–1993 között egyebek mellett, számítógépes tenyérjóslásból tartotta fenn magát. Közben két évig egy esti gimnáziumban megtanulta a négyéves középiskolai tananyagot és leérettségizett, majd az érettségi után sikeresen elvégezte a középfokú, OKJ-s bizonyítványt adó Gór Nagy Mária Színitanodát. 1993 és 1997 között pedig elvégezte a Színház- és Filmművészeti Főiskolát is, megszerezve főiskolai színművészetidiplomáját.
Már főiskolai hallgatóként a Vígszínház tagja lett (1995–2000). 1993-tól kezdett a tévében is szerepelni (Szomszédok, MTV, 1999-ig, 34 epizód). 1998-tól az RTL Klub Csííz műsorában is láthattuk. 2002-ben a Pasik! című sorozatból szerződött át a TV2-höz 2002-ben kezdte el vezetni az TV2-n a Claudia Show-t. 2002-ben lett a Big Brother műsorvezetője Till Attila oldalán. 2004–2011 között a TV2-n a Mokka című reggeli műsor egyik műsorvezetője volt. 2007-ben férjével közösen meselemezt készítettek Kis Éji Mesék címmel. 2009-ben szerepelt a Playboy című újságban. 2010-ben és 2012-ben Till Attila oldalán vezette a Megasztár című tehetségkutató műsort.
2013. február 14-én közokirat-hamisításért nem jogerősen pénzbüntetésre ítélték. „A Fővárosi Törvényszék helyben hagyta a Pesti Központi Kerületi februári döntését, amelyben bűnösnek találta Liptai Claudiát és 150 napi tételnyi, naponként 7 ezer forintos pénzbüntetést rótt ki rá.” A jogerős ítélet indoklása szerint a több mint egymillió forintos pénzbüntetést azért rótták ki rá 2013. november 11-én, mert elhunyt édesanyja mozgáskorlátozott-igazolványát használta egy parkolásnál.
2013-tól a TV2 televízióban sugárzott és hétről-hétre látható Sztárban sztár című műsor zsűrijében vett részt. 2016-ban a negyedik évad közepén terhessége miatt távozott a zsűriből, helyét Ábel Anita vette át.
2019-ben 17 év után visszatért az RTL Klubhoz, ahol A tanár című sorozatban kapott szerepet, valamint 2021-től a Mestercukrász műsorvezetője.

## Magánélete
Édesapja Lipták István, édesanyja Sánta Ilona. 2001-től Gesztesi Károly színész élettársa volt. 2006. július 16-án megszületett gyermekük Gesztesi Panka Sára. 2006-ban összeházasodtak. 2010-ben elváltak.
2009 decemberétől Daróczi Dávid kormányszóvivővel élt együtt, aki 2010. április 2-án öngyilkos lett.
2015-től élettársa Pataki Ádám cukrász. 2016. október 28-án megszületett gyermekük, Pataki Marcell Ádám.

## Színházi szerepei

### Liptai Claudiaként
- Ben Elton: Popcorn....Brooke
- Camoletti: Boldog születésnapot!....Jacqueline
- Dés–Geszti: A dzsungel könyve...
- Eisemann: Fekete Péter....Michonné; Marie
- Földes Imre: Viktória....Riquette
- Fejes Endre: Jó estét nyár, jó estét szerelem....Fodrászlány; Üde kislány; Elárusítónő
- Hampton: Veszedelmes viszonyok....Merteuil márkiné
- Kornis Mihály: Hallelujah....
- Kern–Presser: Szent István körút 14....
- Miller: A salemi boszorkányok....Mercy Lewis
- Shaffer: Black Comedy....Clea
- Shakespeare: Macbeth....Lady Macduff udvarhölgye
- Simon: Furcsa pár....Gwendoline
- Simon: Mámor....Sonia
- Simon: Pletykafészek....Claire Ganz
- Szophoklész: Antigoné....Antigoné
- Tremblay: Sógornők....Gabrielle Jodoin
- Wedekind: A tavasz ébredése....Ilse

## Sorozatai, filmjei
- Szomszédok (1993–1999)
- Érzékek iskolája (1996)
- TV a város szélén (1998)
- Az öt zsaru (1998–1999)
- Vírusbosszú (2000)
- Pasik! (2000–2002)
- Valami Amerika (2002)
- Tea (2003)
- Magyar vándor (2004)
- Gondolj rám (2016)
- Buzera (2005)
- Best of 50 Gálvölgyi Show (szereplő)
- Jóban Rosszban (2008–2016)
- Csónak a vízen
- Balekok és banditák
- Sarajevo
- Janus
- A tanár (2020–2022)

## Műsorai

### Televíziós műsorok
| Év               | Műsor                                    | Szerepkör   | Csatorna  |
| ---------------- | ---------------------------------------- | ----------- | --------- |
| 1998             | Csíííz                                   | műsorvezető | RTL Klub  |
| 2000–2001        | Esti Showder                             | szereplő    | RTL Klub  |
| 2000             | Csattanó                                 | műsorvezető | RTL Klub  |
| 2001             | Találkozások                             | műsorvezető | RTL Klub  |
| 2001             | Heti Hetes                               | vendég      | RTL Klub  |
| 2002             | Claudia show                             | műsorvezető | TV2       |
| 2002–2003        | Big Brother                              | műsorvezető | TV2       |
| 2003             | Folytassa Claudia!                       | műsorvezető | TV2       |
| 2004–2011        | Mokka                                    | műsorvezető | TV2       |
| 2007             | Sztárok a jégen                          | zsűritag    | TV2       |
| 2007             | Liptai Claudia show                      | műsorvezető | TV2       |
| 2007–2010        | Babavilág                                | műsorvezető | TV2       |
| 2010–2012        | Megasztár                                | műsorvezető | TV2       |
| 2011, 2013       | Mr és Mrs – A sztárpár show              | műsorvezető | TV2       |
| 2012–2013        | Super Mokka                              | műsorvezető | Super TV2 |
| 2013–2018, 2024  | Sztárban sztár                           | zsűritag    | TV2       |
| 2014             | Bumm!                                    | műsorvezető | TV2       |
| 2015             | Az 50 milliós játszma                    | műsorvezető | TV2       |
| 2016             | Extrém Activity                          | műsorvezető | Super TV2 |
| 2017             | Appra magyar!                            | műsorvezető | TV2       |
| 2018             | Csak show és más semmi!                  | műsorvezető | TV2       |
| 2019             | Séfek Séfe                               | műsorvezető | TV2       |
| 2020             | Álarcos Énekes                           | szereplő    | RTL       |
| 2021             | Nagy szám                                | szereplő    | RTL       |
| 2021–2022        | Mestercukrász - Az édesszájú Konyhafőnök | műsorvezető | RTL       |
| 2021–2022        | NőComment!                               | műsorvezető | RTL Kettő |
| 2022             | TV2-25!                                  | műsorvezető | TV2       |
| 2022             | RTL Sztori                               | szereplő    | RTL       |
| 2023             | Szingli vagy svindli                     | műsorvezető | Viasat 3  |
| 2011–2016, 2018– | A Nagy Duett                             | műsorvezető | TV2       |

### Rádiós műsorai
| Év    | Műsor      | Szerepkör   | Csatorna  |
| ----- | ---------- | ----------- | --------- |
| 2021– | Édeskettes | műsorvezető | Sláger FM |
| 2023- | a Nő a tét | műsorvezető | Sláger FM |

## Szinkronszerepei
- Álmodj rózsaszínt: Benny Hanson – Kate Vernon
- A kísértés nyara: Amy – Bitty Schram
- A nagy kékség: Bonita – Valentina Vargas
- Az első csók: Deborah – Rebecca Dreyfus
- Baywatch – Forró éjszakák: Ryan McBride – Angie Harmon
- Botcsinálta tanerő: Robin Elizabeth Bishop – Kirstie Alley
- Casino: Apáca a tanteremben – Carol Wilson
- Desperado: Turistalány – Angela Lanza
- Dinasztia: Tracy Kendall – Deborah Adair
- Dragon Ball Z: C 18-as Robot (C 18)
- Édes Charity: Charity Hope Valentine – Shirley MacLaine
- Egyedül nem megy: Billie Tyler – Charlize Theron
- Ellen: Ellen Morgan – Ellen DeGeneres
- Folytassa az ásatást!: Sandra – Carol Hawkins
- Grease: Jan – Jamie Donnelly
- Kaliforniába jöttem: Hilary Banks – Karyn Parsons
- Közös többszörös: Beth – Dawn Maxey
- Maffiózók: Charmaine Bucco – Kathrine Narducci
- Marimar: Marimar Pérez (Bella Aldama) – Thalía
- Megint 48 óra: Angel Lee – Page Leong
- Pofonláda: Bambi – Salli Richardson
- Rosalinda: Rosalinda Pérez Romero – Thalía
- Született feleségek: Mary Alice Young – Brenda Strong
- Támad a Mars!: Louise Williams – Pam Grier
- Tizenhat szál gyertya: Marlene – Deborah Pollack
- Tökös tekés: Claudia – Vanessa Angel
- Ütközetben eltűnt: Ann – Lenore Kasdorf
- Vörös Szonja: Vörös Szonja – Brigitte Nielsen

## Díjai
- Story Ötcsillag-díj (2008-2011)
- Magyar Televíziós Újságírók Díj (2014)[10]

## Művei
- Az álomnő (Libri, 2012) ISBN 9789633101438
- Édeskettes, Liptai Claudia & Pataki Ádám (Libri, 2016) ISBN 9789634330417